# Hilary Charlesworth
Hilary Christiane Mary Charlesworth (Lovaina, Bélgica, 28 de febrero de 1955) es una jurista australiana. Es jueza de la Corte Internacional de Justicia desde el 5 de noviembre de 2021. Es Profesora Melbourne Laureate de Derecho en la Universidad de Melbourne y Profesora Distinguida en la Universidad Nacional Australiana.
Fue una pionera en el desarrollo de los enfoques feministas sobre el derecho internacional.

## Educación y trayectoria profesional
Charlesworth tiene títulos de las facultades de derecho de Melbourne y Harvard, y es abogada y procuradora de la Corte Suprema de Victoria. Se ha desempeñado como miembra del consejo editorial de muchas publicaciones jurídicas, incluidas el American Journal of International Law y el Asian Journal of International Law.
En 2011, fue nombrada jueza ad hoc de la Corte Internacional de Justicia por Australia en el Caso Ballenero en la Antártida (Australia v. Japón). En 2020, Guyana nombró a Charlesworth como jueza ad hoc en el Caso del Laudo Arbitral del 3 de octubre de 1899 (Guyana c. Venezuela).
En 2021, el gobierno australiano apoyó la nominación del grupo nacional australiano de la profesora Charlesworth para su elección como jueza de la Corte Internacional de Justicia para ocupar el puesto vacante resultante de la muerte del juez australiano, James Richard Crawford, quien falleció el 31 de mayo de 2021. El mandato de Crawford debía concluir el 5 de febrero de 2024. Charlesworth fue elegida jueza del tribunal el 5 de noviembre de 2021, con efecto inmediato. Prestó juramento como jueza el 7 de diciembre de 2021.

## Publicaciones (selección)
- Weston, B., Falk, R.A. & Charlesworth, H. 1997, International Law and World Order, 3rd edn, West Publishing Co., Minneapolis.
- Charlesworth H. & Chinkin C. 2000, The Boundaries of International Law: A Feminist Analysis, Manchester University Press, Manchester.
- Charlesworth, H. 2002, Writing in Rights: Australia and the Protection of Human Rights, UNSW Press, Sydney.
- Weston, B., Falk, R.A., Charlesworth, H. & Strauss, A.L. 2006, International Law and World Order: A Problem Oriented Coursebook, 4th edn, West Publishing Co., Minneapolis.
- Charlesworth, H., Chiam, M., Hovell, D. & Williams G. 2006, No Country is an Island: Australia and International Law, UNSW Press, Sydney.
- Byrnes, A., Charlesworth, H. & McKinnon, G. 2009, Australian Bills of Rights: History, Politics, Law, UNSW Press, Sydney.